# Ebert Baldewein
Ebert Baldewein (* um 1525 in Marburg; † 1593; auch: Eberhard Baldewein) war ein bedeutender deutscher Hofbaumeister, Uhrmacher, Instrumentenbauer und Astronom der Renaissance. 

## Leben
Baldewein erlernte zunächst das Schneiderhandwerk, trat aber seit 1567 als Baumeister in landgräflichen Dienst. Unter Ludwig IV. von Hessen-Marburg war er für die landgräflichen Bauvorhaben zuständig. 1569 bis 1579 stand er im Dienst Wilhelms IV. von Hessen-Kassel. Neben seiner Tätigkeit als Baumeister führte er auch astronomische Beobachtungen durch.

## Werke

### Uhren und Instrumente

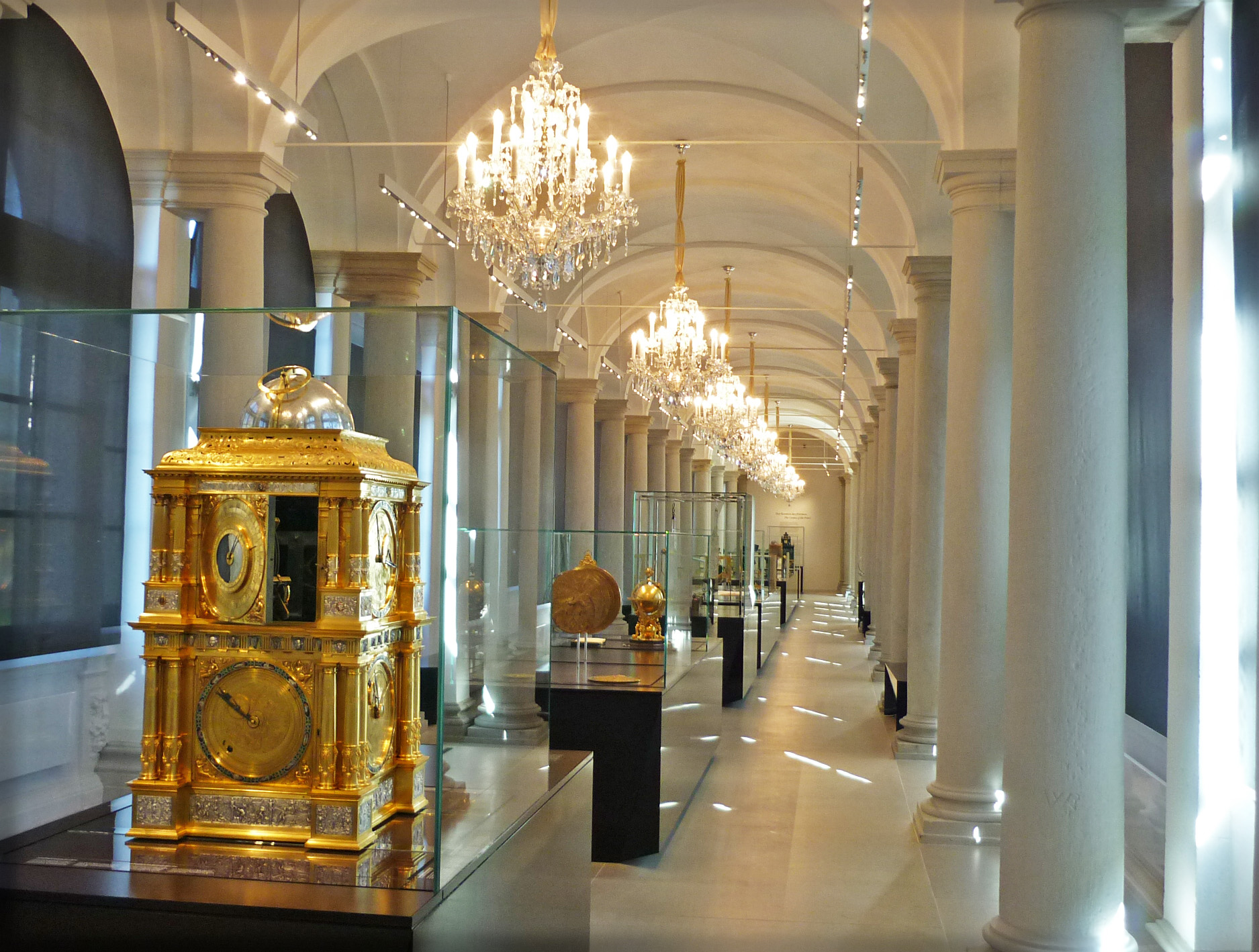
Planetenlaufuhr im Staatlichen Mathematisch-Physikalischen Salon in Dresden

Nach Entwürfen Wilhelms IV. fertigte Baldewein gemeinsam mit dem Augsburger Uhrmacher Hans Bucher und dem Gehäusebauer Hermann Diepel astronomische Uhren und Instrumente. Bereits 1561 hatte er mit Diepel ein großes astronomisches Automatenwerk geschaffen, die sogenannte Wilhelmsuhr, die auf mehreren Zifferblättern die Ablesung der geozentrischen Längen und Breiten der Planeten sowie des Mondes ermöglichte. Sie gilt als das bedeutendste mechanisch-astronomische Kunstwerk ihrer Zeit.
Ein noch größeres Gegenstück fertigte Baldewein 1568 für Kurfürst August von Sachsen: die Planetenlaufuhr, die heute im Staatlichen Mathematisch-Physikalischen Salon in Dresden aufbewahrt wird.
Für den hessischen Landesherrn schuf er 1575 außerdem einen von einem Uhrwerk angetriebenen Himmelsglobus, einen Azimutquadranten sowie eine Armillarsphäre.
Seine Arbeiten sind heute im Rathaus Marburg, im Astronomisch-Physikalischen Kabinett Kassel und im Mathematisch-Physikalischen Salon Dresden erhalten.
Zu seinen Zeitgenossen und vergleichbaren Uhrmachern zählen Jost Bürgi, Hans Lobsinger und Erasmus Habermehl, die ebenfalls komplexe astronomische Uhren und Instrumente fertigten.

### Bauten

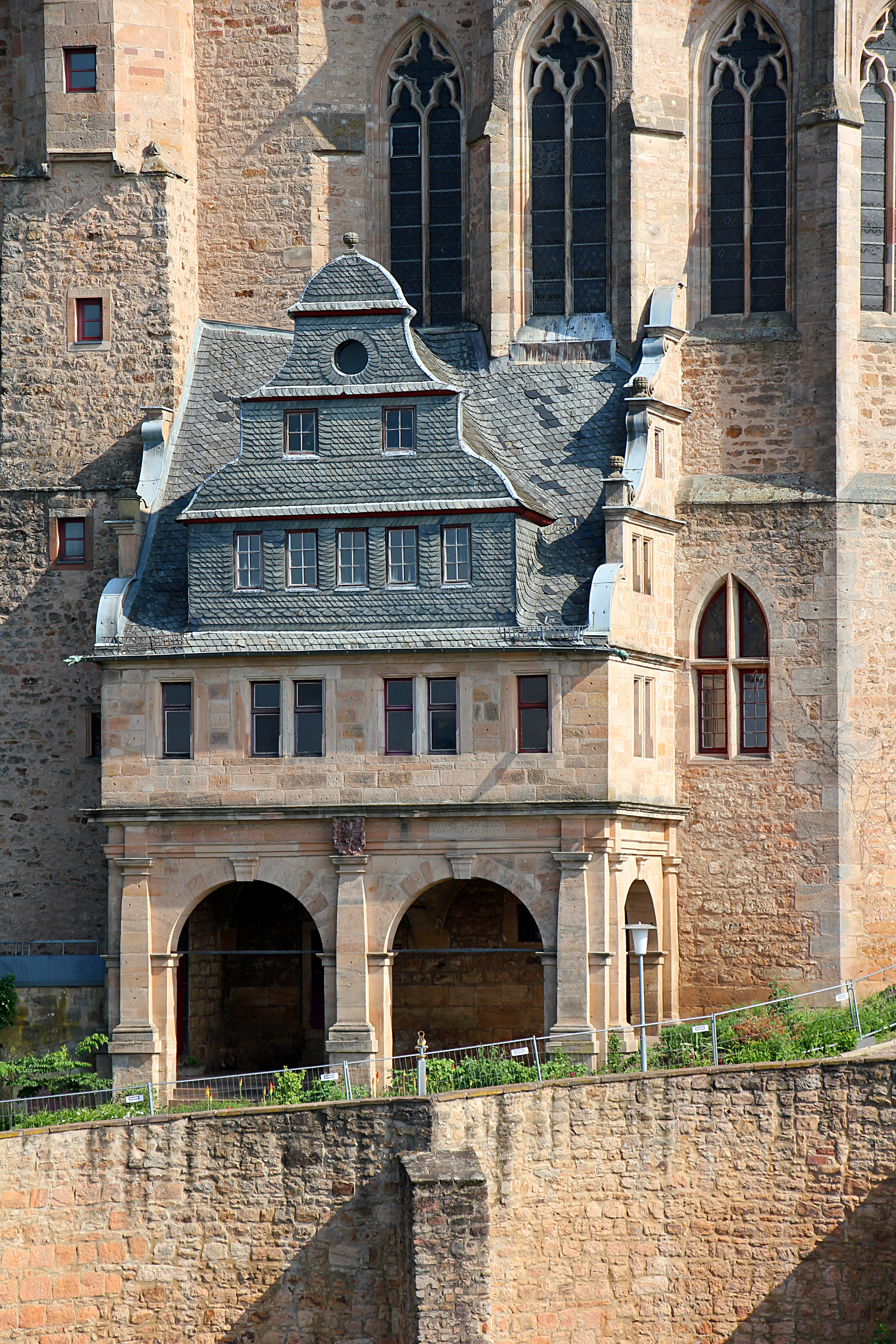
Rentkammer am Marburger Schloss

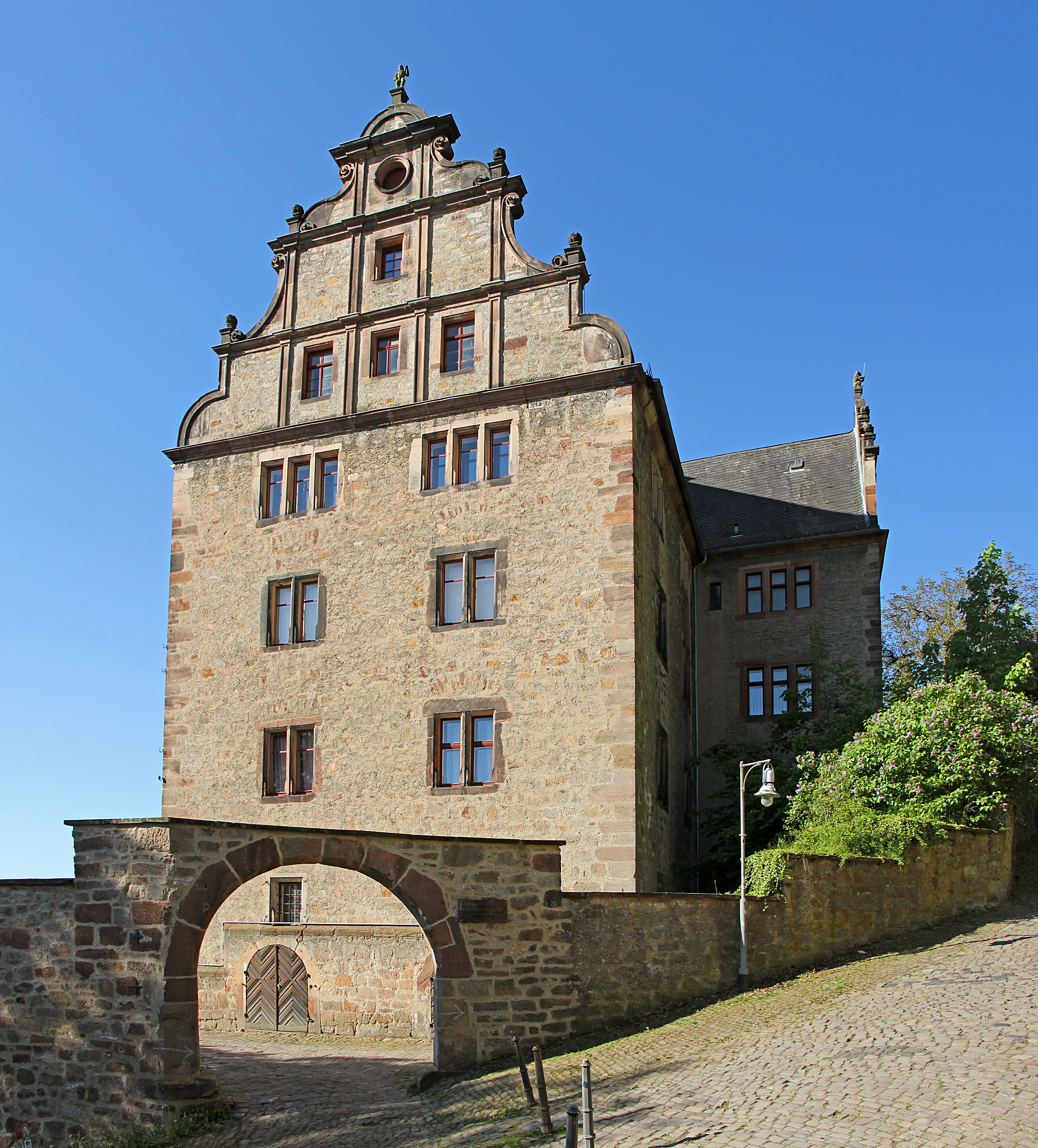
Landgräfliche Kanzlei in Marburg

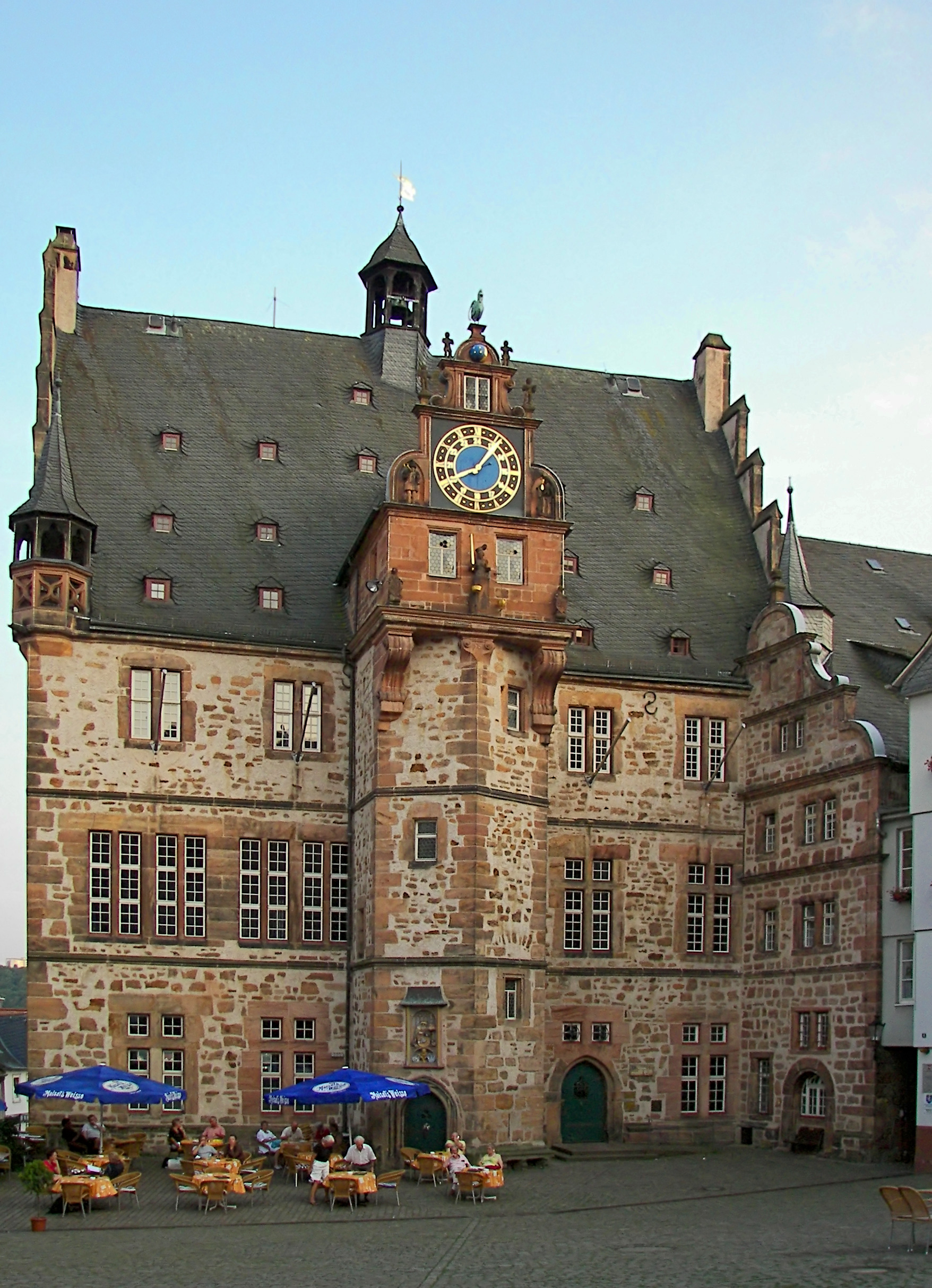
Marburger Rathaus mit Küchenanbau und Giebel mit Kunstuhr

- Erweiterung von Rentkammer, Marstall und Zeughaus am Marburger Schloss (1572)
- Landgräfliche Kanzlei in Marburg (1573–75)
- Küchenanbau am Marburger Rathaus (1574–75)
- Renaissancegiebel mit Kunstuhr am Rathaus in Marburg (1581)
- Umbauten im Schloss Romrod (1586–88: Herrenbau, Küchenbau)
- Zeughaus (Gießen) (1586–1590)

Weitere Arbeiten führte er u. a. in Kassel, Schloss Rotenburg (1571–1607) und im Schloss Wilhelmsburg in Schmalkalden aus.